# Sainte-Marie-Outre-l’Eau
Sainte-Marie-Outre-l’Eau – miejscowość i gmina we Francji, w regionie Normandia, w departamencie Calvados. W 2013 roku populacja gminy wynosiła 105 mieszkańców. Przez miejscowość przepływa rzeka Vire.